# رواندا (صربستان)
رواندا (به صربی: Roanda) یک منطقهٔ مسکونی در صربستان است که در سویلایناتس واقع شده‌است. رواندا ۵۷۲ نفر جمعیت دارد.